# Chaman
Chaman (in urdu چمن) è una città del Pakistan, situata nella provincia del Belucistan, sul confine con l'Afghanistan.